# Autobiographie romancée
L'autobiographie romancée est un genre littéraire.
C'est un récit écrit à la première ou à la troisième personne. Mélange d'événements réels et d'autres, fictifs, l'autobiographie romancée transfigure, recompose le réel. Dans ce type d'ouvrage, l'auteur ne conclut pas de pacte avec son lecteur, puisqu'il ne s'engage pas à rendre compte véritablement de ce qu'il a vécu. Le renoncement à une relation stricte de la vérité peut être assumé ou pas. L'auteur utilise parfois un autre nom que le sien pour le personnage principal.
Un exemple emblématique est le livre Papillon de l'ex-bagnard Henri Charrière qui, présenté comme autobiographie, relate nombre d'évènements fictifs.